# Golubka
Golubka (niem. Gollubken, od 1938 Lübeckfelde) – wieś w Polsce położona w województwie warmińsko-mazurskim, w powiecie ełckim, w gminie Kalinowo.
W latach 1975–1998 miejscowość administracyjnie należała do województwa suwalskiego.